# Молу-Мару
Мо́лу-Мару́ (індонез. Molu Maru) — один з 10 районів округу Західне Південно-Східне Малуку провінції Малуку у складі Індонезії. Розташований на островах Молу, Мару, Ваянган та Нусліма. Адміністративний центр — село Ваданкау.
Населення — 2907 осіб (2012; 2775 в 2010).

## Адміністративний поділ
До складу району входять 5 сіл:
| Населений пункт   | Населення, осіб (2010) |
| ----------------- | ---------------------- |
| Адодомоло, село   | 613                    |
| Ваданкау, село    | 606                    |
| Вулмаса, село     | 460                    |
| Нуркат, село      | 677                    |
| Тутунаметал, село | 419                    |